# Синергетика
Синерге́тика (от др.-греч. συν- — приставка со значением совместности и ἔργον «деятельность») — междисциплинарное направление науки, объясняющее образование и самоорганизацию моделей и структур в открытых системах, далеких от термодинамического равновесия.
Основное понятие синергетики — определение структуры как состояния, возникающего в результате многовариантного и неоднозначного поведения таких многоэлементных структур или многофакторных сред, которые не деградируют к стандартному для замкнутых систем усреднению термодинамического типа, а развиваются вследствие открытости, притока энергии извне, нелинейности внутренних процессов, появления особых режимов с обострением и наличия более одного устойчивого состояния. В обозначенных системах неприменимы ни второе начало термодинамики, ни теорема Пригожина о минимуме скорости производства энтропии, что может привести к образованию новых структур и систем, в том числе и более сложных, чем исходные. В отдельных случаях образование новых структур имеет регулярный, волновой характер, и тогда они называются автоволновыми процессами (по аналогии с автоколебаниями).
Существует также расширенное толкование понятия «синергетика», в котором делаются попытки распространить её область определения на любые системы, в том числе биологические, экологические, социальные и т. д. При таком подходе синергетику позиционируют как «глобальный эволюционизм» или «универсальную теорию эволюции», дающую единую основу для описания механизмов возникновения любых новаций. Расширенное толкование применимости методов синергетики также подвергается критике (см. также )

## История
Автором термина синергетика является Герман Хакен — немецкий физик-теоретик. Хотя задолго до него Ч. Шеррингтон называл синергетическим, или интегративным, согласованное воздействие нервной системы (спинного мозга) при управлении мышечными движениями.
Убедившись на практике исследований сложных систем в ограниченности по отдельности как аналитического, так и численного подхода к решению нелинейных задач, И. Забуский в 1967 году пришёл к выводу о необходимости единого «синергетического» подхода, понимая под этим «…совместное использование обычного анализа и численной машинной математики для получения решений разумно поставленных вопросов математического и физического содержания системы уравнений». Определение термина «синергетика», близкое к современному пониманию, ввёл Герман Хакен в 1977 году в своей книге «Синергетика».
Изначально слово «синергетика» было предложено и разъяснено в своей этимологии в 1927 году американским изобретателем и философом Р. Б. Фуллером в рамках его ревизии некоторых аспектов классической механики и связанных с ними геометрических структур, будучи распространено на широкий круг природных явлений в панвиталистическом духе. Однако наиболее полное раскрытие этого понятия дано в его двухтомном трактате, впервые вышедшем в 1975 году: SYNERGETICS Explorations in the Geometry of Thinking by R. Buckminster Fuller in collaboration with E. J. Applewhite First Published by Macmillan Publishing Co. Inc. 1975, 1979. С точки зрения «нормальной науки» в смысле Т. Куна, синергетика Р. Б. Фуллера, действительно, предлагает новую парадигму, а именно — новое прочтение целого ряда механико-математических концепций, известных со времен Евклида, Р. Декарта, Л. Эйлера и других ученых. Его взгляды на природную геометрию и последовательную самоорганизацию природных сил (его тезис «energy has shape» и другие), а также универсализм представлений о мире вдохновили целое поколение молодых исследователей 1960—1970-х годов и нашли отклик в физике, биофизике, кибернетике и ряде других отраслей, в которых его идеи обосновались столь прочно, что со временем стали восприниматься как часть аутентичного языка этих наук. На сегодняшний день Фуллер является признанным в международном научном сообществе авторитетом в сфере точных наук, инженерии и дизайна, а его изобретения нашли широкое применение среди технологий гражданского и военного назначения.

## Предмет, методы и школы синергетики
Область исследований синергетики чётко не определена и вряд ли может быть ограничена, так как её интересы распространяются на все отрасли естествознания. Общим признаком является рассмотрение динамики любых необратимых процессов и возникновения принципиальных новаций. Математический аппарат синергетики скомбинирован из разных отраслей теоретической физики: нелинейной неравновесной термодинамики, теории катастроф, теории групп, тензорного анализа, дифференциальной топологии, неравновесной статистической физики. Существуют несколько школ, в рамках которых развивается синергетический подход:
1. Школа нелинейной оптики, квантовой механики и статистической физики Германа Хакена, с 1960 года профессора Института теоретической физики в Штутгарте. В 1973 году он объединил большую группу учёных вокруг шпрингеровской серии книг по синергетике, в рамках которой к настоящему времени увидели свет 69 томов с широким спектром теоретических, прикладных и научно-популярных работ, основанных на методологии синергетики: от физики твёрдого тела и лазерной техники и до биофизики и проблем искусственного интеллекта.
2. Физико-химическая и математико-физическая Брюссельская школа Ильи Пригожина, в русле которой формулировались первые теоремы (1947 г.), разрабатывалась математическая теория поведения диссипативных структур (термин Пригожина), раскрывались исторические предпосылки и провозглашались мировоззренческие основания теории самоорганизации, как парадигмы универсального эволюционизма. Эта школа, основные представители которой работают теперь в США, не пользуется термином «синергетика», а предпочитает называть разработанную ими методологию «теорией диссипативных структур» или просто «неравновесной термодинамикой», подчёркивая преемственность своей школы пионерским работам Ларса Онсагера в области необратимых химических реакций (1931 г.).

По мнению сторонников синергетики, источником развития является случайность, необратимость и неустойчивость. Фундаментальным принципом самоорганизации служит возникновение нового порядка и усложнение систем через флуктуации (случайные отклонения) состояний их элементов и подсистем. Такие флуктуации обычно нейтрализуются во всех равновесных системах за счёт отрицательных обратных связей, обеспечивающих сохранение структуры и близкого к равновесию состояния системы. Но в более сложных открытых системах, благодаря притоку энергии извне и усилению неравновесности, отклонения со временем возрастают, накапливаются, вызывают эффект коллективного поведения элементов и подсистем и, в конце концов, приводят к «расшатыванию» прежнего порядка и через относительно кратковременное хаотическое состояние системы приводят либо к разрушению прежней структуры, либо к возникновению нового порядка. Поскольку флуктуации носят случайный характер, то появление любых новаций в мире обусловлено действием суммы случайных факторов. Об этом говорили античные философы Эпикур (341—270 до н. э.) и Лукреций Кар (99—45 до н. э.)
Ещё одна причина развития — «притяжение». При изучении процессов самоорганизации было зафиксировано то обстоятельство, что среди возможных ветвей эволюции системы далеко не все являются вероятными, «что природа не индифферентна, что у неё есть „влечения“ по отношению к некоторым состояниям», — в связи с этим синергетика называет конечные состояния этих систем «аттракторами» (лат. attractio — притяжение). Аттрактор определяется как состояние, к которому тяготеет система.
«Результаты синергетики как бы возвращают нас к идеям древних о потенциальном и непроявленном. В частности, они близки к представлениям Платона о неких первообразцах и совершенных формах в мире идей, уподобиться которым стремятся вещи видимого, всегда несовершенного мира. Или же к представлениям Аристотеля об энтелехии, о некой внутренней энергии, заложенной в материи, вынуждающей её к обретению определенной формы».

### В России
Концептуальный вклад в развитие синергетики внёс академик Н. Н. Моисеев — идеи универсального эволюционизма и коэволюции человека и природы.
Математический аппарат теории катастроф, пригодный для описания многих процессов самоорганизации, разработан российским математиком В. И. Арнольдом и французским математиком Рене Томом.
В рамках школы академика А. А. Самарского и члена-корреспондента РАН С. П. Курдюмова разработана теория самоорганизации на базе математических моделей и вычислительного эксперимента (включая теорию развития в режиме с обострением).
Синергетический подход в биофизике развивается в трудах членов-корреспондентов РАН М. В. Волькенштейна и Д. С. Чернавского.
Синергетический подход в теоретической истории (историческая математика) с подразделами клиодинамика и клиометрика, развивается в работах Д. С. Чернавского, Г. Г. Малинецкого, Л. И. Бородкина, С. П. Капицы, А. В. Коротаева, С. Ю. Малкова, П. В. Турчина, А. П. Назаретяна и др.
Приложения синергетики распределились между различными направлениями:
- теория динамического хаоса исследует сверхсложную, скрытую упорядоченность поведения наблюдаемой системы; напр. явление турбулентности;
- теория фракталов занимается изучением сложных самоподобных структур, часто возникающих в результате самоорганизации. Сам процесс самоорганизации также может быть фрактальным[источник не указан 4510 дней];
- теория катастроф исследует поведение самоорганизующихся систем в терминах бифуркация, аттрактор, неустойчивость;
- лингвистическая синергетика и прогностика (труды профессора Р. Г. Пиотровского[9][10] и его учеников и последователей[11][12][13][14]);
- семантическая синергетика[источник не указан 4510 дней];
- психосинергетика (синергетические процессы в психологии)

## Синергетический подход в естествознании

### Основные принципы
- Природа иерархически структурирована в несколько видов открытых нелинейных систем разных уровней организации: в динамически стабильные, в адаптивные, и наиболее сложные — эволюционирующие системы.
- Связь между ними осуществляется через хаотическое, неравновесное состояние систем соседствующих уровней.
- Неравновесность является необходимым условием появления новой организации, нового порядка, новых систем, то есть — развития.
- Когда нелинейные динамические системы объединяются, новое образование не равно сумме частей, а образует систему другой организации или систему иного уровня.
- Общее для всех эволюционирующих систем: неравновесность, спонтанное образование новых микроскопических (локальных) образований, изменения на макроскопическом (системном) уровне, возникновение новых свойств системы, этапы самоорганизации и фиксации новых качеств системы.
- При переходе от неупорядоченного состояния к состоянию порядка все развивающиеся системы ведут себя одинаково (в том смысле, что для описания всего многообразия их эволюций пригоден обобщённый математический аппарат синергетики).
- Развивающиеся системы всегда открыты и обмениваются энергией и веществом с внешней средой, за счёт чего и происходят процессы локальной упорядоченности и самоорганизации.
- В сильно неравновесных состояниях системы начинают воспринимать те факторы воздействия извне, которые они бы не восприняли в более равновесном состоянии.
- В неравновесных условиях относительная независимость элементов системы уступает место корпоративному поведению элементов: вблизи равновесия элемент взаимодействует только с соседними, вдали от равновесия — «видит» всю систему целиком и согласованность поведения элементов возрастает.
- В состояниях, далёких от равновесия, начинают действовать бифуркационные механизмы — наличие кратковременных точек раздвоения перехода к тому или иному относительно долговременному режиму системы — аттрактору. Заранее невозможно предсказать, какой из возможных аттракторов займёт система.

Синергетика объясняет процесс самоорганизации в сложных системах следующим образом:
1. Система должна быть открытой. Закрытая система в соответствии с законами термодинамики должна в конечном итоге прийти к состоянию с максимальной энтропией и прекратить любые эволюции.
2. Открытая система должна быть достаточно далека от точки термодинамического равновесия. В точке равновесия сколь угодно сложная система обладает максимальной энтропией и не способна к какой-либо самоорганизации. В положении, близком к равновесию и без достаточного притока энергии извне, любая система со временем ещё более приблизится к равновесию и перестанет изменять своё состояние.
3. Фундаментальным принципом самоорганизации служит возникновение нового порядка и усложнение систем через флуктуации (случайные отклонения) состояний их элементов и подсистем. Такие флуктуации обычно подавляются во всех динамически стабильных и адаптивных системах за счёт отрицательных обратных связей, обеспечивающих сохранение структуры и близкого к равновесию состояния системы. Но в более сложных открытых системах, благодаря притоку энергии извне и усилению неравновесности, отклонения со временем возрастают, накапливаются, вызывают эффект коллективного поведения элементов и подсистем и, в конце концов, приводят к «расшатыванию» прежнего порядка и через относительно кратковременное хаотическое состояние системы приводят либо к разрушению прежней структуры, либо к возникновению нового порядка. Поскольку флуктуации носят случайный характер, то состояние системы после бифуркации обусловлено действием суммы случайных факторов.
4. Самоорганизация, имеющая своим исходом образование через этап хаоса нового порядка или новых структур, может произойти лишь в системах достаточного уровня сложности, обладающих определённым количеством взаимодействующих между собой элементов, имеющих некоторые критические параметры связи и относительно высокие значения вероятностей своих флуктуаций. В противном случае эффекты от синергетического взаимодействия будут недостаточны для появления коллективного поведения элементов системы и тем самым возникновения самоорганизации. Недостаточно сложные системы не способны ни к спонтанной адаптации ни, тем более, к развитию и при получении извне чрезмерного количества энергии теряют свою структуру и необратимо разрушаются.
5. Этап самоорганизации наступает только в случае преобладания положительных обратных связей, действующих в открытой системе, над отрицательными обратными связями. Функционирование динамически стабильных, неэволюционирующих, но адаптивных систем — а это и гомеостаз в живых организмах и автоматические устройства — основывается на получении обратных сигналов от рецепторов или датчиков относительно положения системы и последующей корректировки этого положения к исходному состоянию исполнительными механизмами. В самоорганизующейся, в эволюционирующей системе возникшие изменения не устраняются, а накапливаются и усиливаются вследствие общей положительной реактивности системы, что может привести к возникновению нового порядка и новых структур, образованных из элементов прежней, разрушенной системы. Таковы, к примеру, механизмы фазовых переходов вещества или образования новых социальных формаций.
6. Самоорганизация в сложных системах, переходы от одних структур к другим, возникновение новых уровней организации материи сопровождаются нарушением симметрии. При описании эволюционных процессов необходимо отказаться от симметрии времени, характерной для полностью детерминированных и обратимых процессов в классической механике. Самоорганизация в сложных и открытых — диссипативных системах, к которым относится и жизнь, и разум, приводят к необратимому разрушению старых и к возникновению новых структур и систем, что наряду с явлением неубывания энтропии в закрытых системах обуславливает наличие «стрелы времени» в Природе.

## Институализация
- С 2002 года в рамках Южного федерального университета существует «Кафедра синергетики и процессов управления»[24], которая готовит студентов по направлениям «системный анализ и управление»
- С 2003 года существует Научно-исследовательский институт синергетики (НИИС) при БГТУ им. В. Г. Шухова[25][26]

## Псевдосинергетика
Наблюдаются случаи использования терминологии синергетики для придания веса псевдонаучным изысканиям. Отмечается, что некоторые учёные стали представлять себе и широкой общественности синергетику как «панацею», решающую коренные вопросы во всех науках, в том числе — в гуманитарных, при этом зачастую на фоне некритического отвержения классических и апробированных подходов и теорий:

Опасность такого интенсивного внедрения «синергетики» в науки, особенно в общественные, заключалась в полном непонимании того, что такое синергетика, в неизбежном назывании применением синергетического подхода простого сопровождения словом «синергетика» различных необоснованных утверждений, выдаваемых за научные, и результирующем отбрасывании нормальных наработанных методов конкретных наук. И это формальное и поверхностное «обращение к синергетике», становясь по понятным причинам массовым, должно было порождать и породило целое, вполне самостоятельное и даже обособленное, сообщество взаимно довольных, друг друга поддерживающих и никем не критикуемых деятелей, занимающихся схоластической псевдонаукой.
[…] заявляемые предложения новых, каких-то синергетических подходов здесь в действительности оборачиваются, в первую очередь, отбрасыванием прежних, уже апробированных подходов и теорий, прерыванием естественного развития познания и наук и предложением взамен прежнего теперь в лучшем случае пустышек — просто неконкретных предисловий и обещаний, а в худшем — отвлечением внимания от нормальной науки и её дискредитацией.
— Бюллетень №1 альманаха «В защиту науки» Комиссии РАН по борьбе с лженаукой и фальсификацией научных исследований.— М: Наука, 2006.
Как отмечает Д. С. Чернавский, «в синергетике владение математическим аппаратом (теорией динамических систем, математическим моделированием) считается необходимым условием.»
В более широком смысле псевдосинергетикой оказываются любые рассуждения с использованием этого понятия, не учитывающие историю его возникновения, причем таковыми становятся высказывания как расхожих любителей красивых слов и поверхностных взглядов, так и представителей академической науки, понимающих под синергетикой данное в 1977 Г. Хакеном определение в одноименной книге, по сути относящееся к физике самоорганизующихся систем «постнеклассического» (термин ак. РАН В. С. Стёпина) периода ее развития.
Исследователи отмечают, что синергетика, привнесённая из термодинамики, непригодна для решения вопросов самоорганизации естественных природных систем, а тем более социальных объектов.